# Alain Le Bras
Alain Le Bras (né le 1er août 1945 à Ploumilliau (Côtes-d'Armor), il a mis fin à ses jours le 16 juin 1990 à Nantes) est un peintre et illustrateur français. Il a été professeur d'arts plastiques au lycée des Bourdonnières à Nantes et au collège Claude Debussy (quartier Bellevue à Nantes).
Ses œuvres ont été exposées à Nantes, Rennes, Paris, Quimper, Liège, Saint-Brieuc…[réf. souhaitée]

## Œuvres
Publication avec Eugène Savitzkaya :
- Portrait en pied, Atelier de l'Agneau (in mensuel 25), Liège, Belgique, 1987.
- Portrait de famille, Bruxelles, Belgique, Librairie Tropismes, 1992
- Alain Le Bras, par Alain Le Bras, Eugène Savitzkaya et Philippe Bordes, L'Atalante, coll. « Bibliothèque de la chamaille », 1993  (ISBN 2905158778)

## Divers
Son ancien atelier (10 rue Malherbe à Nantes)  racheté par la ville de Nantes accueille des expositions d'artistes